# Стецьківська (пам'ятка природи)
Сте́цьківська — комплексна пам'ятка природи місцевого значення в Україні. Розташована в межах Старокостянтинівського району Хмельницької області, на північний захід від села Стецьки. 
Площа 107,6 га. Статус присвоєно згідно з рішенням сесії обласної ради від 28.09.1995 року № 67-р. Перебуває у віданні: Стецьківська сільська рада. 
Статус присвоєно з метою збереження ділянки мішаного лісу (сосна, дуб, граб), ставка, прилеглих заболочених лук та колишніх торфорозробок з типовою водолюбною рослинністю. Пам'ятка природи розташована в долині річки Білка (притока Хомори).